# Las cosas que pasan
«Las cosas que pasan» es una canción del grupo musical argentino Tan Biónica. Fue lanzado como el segundo sencillo del álbum de estudio Hola mundo. Se publicó el 20 de abril de 2015, casi un mes antes del lanzamiento oficial del álbum. Cuenta con la participación de la Orquesta Filarmónica de Praga en la sección de cuerdas, colaboración en arreglos de Edy Lan, y la guitarra de Javier Calequi (antiguo coproductor del grupo musical).

## Inspiración
La letra de la canción fue escrita por el cantante y frontman del grupo, Chano, luego de su ruptura con la actriz Celeste Cid, y al inspirarse en los sentimientos que dicha situación le generaron, habla sobre el dolor y la pena, sobre el vacío que genera la ausencia de la otra persona, pero también del deseo de no hacérselo más difícil, con un último verso (me gustan las cosas que pasan) que echa un halo de esperanza a pesar de todo lo que conlleva el fin de la relación y de lo dicho en las estrofas precedentes.

## Video musical
El video musical de «Las cosas que pasan» es un lyric video. Fue grabado en el jardín de la casa de Chano, donde se pueden observar varios objetos. Entre ellos, aparece la obra De qué hablamos cuando hablamos de amor de Raymond Carver, en la cual se pueden observar varias referencias directas plasmadas en el video. También aparece la obra poética de Jorge Luis Borges sobre el final, además de poder ver a Chano sentado sobre un sofá rojo.

## Sonido y aspectos formales
La canción está grabada en la tonalidad de fa mayor, aunque la primera vez que Chano la cantó en vivo, acompañado solo por el piano, lo hizo en mi mayor (un semitono más abajo); y en otra ocasión, también al piano, la tocó en sol mayor (un tono más arriba). Tiene tres cambios de tempo, dos de los cuales acaecen en el final de los pre-estribillos, estableciéndose el tempo nuevo en los respectivos estribillos; y el restante, que sucede luego del primer estribillo, al retomar el tempo con el que la canción comienza en la segunda estrofa.
A diferencia de otros sencillos del grupo, este se destaca por tener un sonido característico del pop barroco, subgénero que ya habían explorado en algunas canciones del trabajo discográfico anterior a Hola mundo, Destinología (de forma notoria en «Poema de los cielos» o en «Momentos de mi vida»). Prácticamente no hay instrumentos electrónicos ni sintetizadores, exceptuando algunos golpes de percusión electrónica en las distintas repeticiones del estribillo, y las cuerdas son los instrumentos predominantes, complementadas con la fuerte presencia de la batería, a la que se suma el piano, guitarras constantes pero discretas y algunas intervenciones del corno francés.

## Composición y grabación
Bambi, bajista, productor y compositor de la banda, contó como fue el proceso de composición y grabación de la canción en ocasión de su lanzamiento:

[...] Ésta no fue la primera canción que compusimos para el álbum, pero probablemente fue la que definió que este disco iba a ser una aventura musical diferente, que las canciones tendrían otro rumbo, otros riesgos. Cuando Chano trajo esta preciosa melodía al estudio, con esa historia tan emotiva, sabíamos que esta canción iba a ser una parte muy importante del disco. Luego comenzamos a imaginar el paisaje de sonidos con Seby [guitarrista del grupo] y Diega [baterista y co-productor] para el que convocamos a todos estos talentosos colegas y amigos. Nos ayudaron a embellecerla: Guarni [Germán Guarna] (piano), y desde Madrid, Javier Calequi (guitarras). Comenzamos grabando esta canción en Buenos Aires, con Emiliano Sasal y Martín Pomares [ingenieros de grabación]. Luego llegaría el querido Edy Lan para darle un toque galante a los arreglos orquestales que compusimos y por supuesto dirigir a la Filmarmonic Orchestra de Prague que grabamos desde Los Ángeles con el maestro Rafa Sardina. Viajamos a Los Ángeles y quizás esta fue la misión mas difícil de la mezcla. Después de la maravillosa mezcla de Rafa, llegarían los últimos detalles de Gavin desde Lurssen Mastering y finalmente la canción hoy es y será para siempre de todos ustedes" [...]